# Kanton Le Tampon-4
Le Tampon-4 is een voormalig kanton van het Franse overzees departement Réunion. Het kanton maakte deel uit van het arrondissement Saint-Pierre. Het werd opgeheven bij decreet van 24 februari 2014 met uitwerking op 22 maart 2015.
Het kanton omvat uitsluitend een deel van de gemeente Le Tampon.